# ビバモール赤間
ビバモール赤間（ビバモールあかま）は、福岡県宗像市に立地しているショッピングセンターである。株式会社ビバホームが運営している。

## 概歴

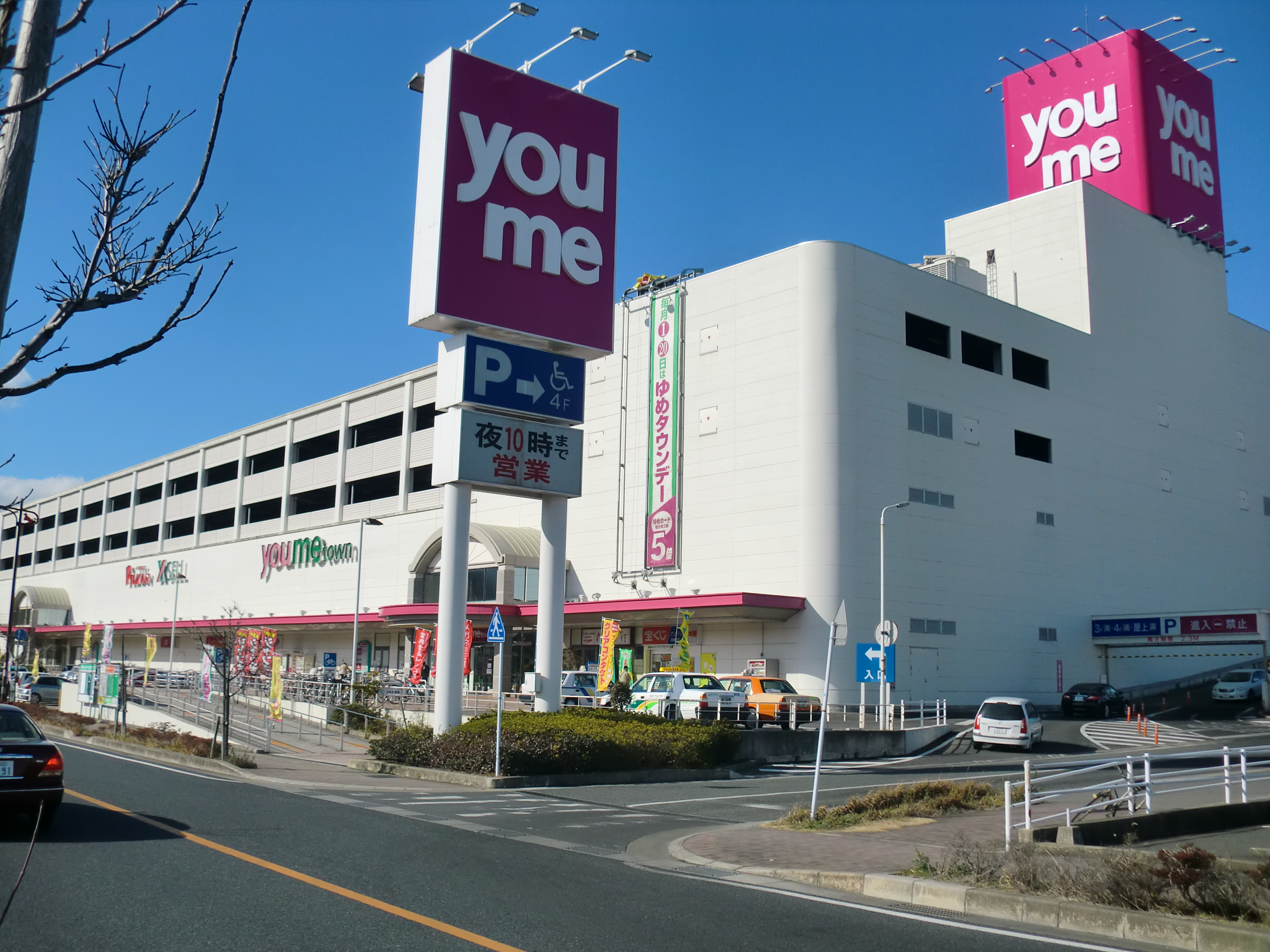
ゆめタウン宗像時代（2012年撮影）

1999年（平成11年）11月19日に株式会社イズミがゆめタウン宗像（ゆめタウンむなかた）として開業。
その後、2020年（令和2年）8月31日付で株式会社LIXILビバ（当時）に売却され、食品売り場以外のフロアを一時閉鎖。
改装の上で同年12月5日にビバモール赤間（ビバモールあかま）として再開業した。なお、売却後も食品売り場に関してはゆめマート赤間（ゆめマートあかま）と改称の上、引き続きイズミが運営している。
赤間駅を挟んで近隣には「くりえいと」と呼ばれる商業区画が存在し、サンリブくりえいと宗像店などの競合店が存在する。

## テナント
ホームセンター「スーパービバホーム」を核店舗とし、前述の通り前身施設を運営していたイズミによる食品スーパー「ゆめマート」などが出店している。

## 交通アクセス
- 九州旅客鉄道（JR九州）鹿児島本線 赤間駅南口から徒歩5分[2][4]。